# World Cup (Frauen-Handball)
Der World Cup war ein jährliches Handballturnier für Frauen-Nationalmannschaften, das von 2005 bis 2011 in Aarhus, Dänemark ausgetragen wurde. Es kann als Gegenstück zum QS-Supercup und Statoil World Cup der Männer angesehen werden.
Am World Cup der Frauen nahmen jeweils acht der besten Nationalmannschaften der Welt teil: Eingeladen waren jedes Jahr die amtierenden Welt- und Europameisterinnen sowie die letzten Olympiasiegerinnen. Gastgeberland Dänemark und seine Nachbarn Schweden und Norwegen waren feste Teilnehmer. 
Sponsor war seit Beginn die dänische Versicherungsgesellschaft GF-Forsikring A/S, nach der der Pokalwettbewerb GF World Cup hieß.

## Austragungsmodus
Die Teilnehmerzahl betrug acht Mannschaften. In zwei Vorrundengruppen spielte „jeder gegen jeden“. Anschließend fanden Platzierungsspiele statt: 
- Entweder kämpften die Gruppen-Ersten um Platz 1 und 2 sowie die Zweiten um 3 und 4,
- oder es gab Überkreuz-Halbfinals zwischen den Gruppen-Ersten und -Zweiten, anschließend ein kleines und ein großes Finale.

## Siegerinnen
| Jahr | Platz 1  | Platz 2    | Platz 3     |
| 2005 | Norwegen | Südkorea   | Russland    |
| 2006 | Russland | Rumänien   | Dänemark    |
| 2007 | Russland | Frankreich | Norwegen    |
| 2008 | Norwegen | Dänemark   | Frankreich  |
| 2009 | Rumänien | Norwegen   | Deutschland |
| 2010 | Rumänien | Norwegen   | Frankreich  |
| 2011 | Russland | Norwegen   | Frankreich  |

## Medaillenspiegel
| Rang | Land        | Gold | Silber | Bronze |
| ---- | ----------- | ---- | ------ | ------ |
| 1    | Russland    | 3    | 0      | 1      |
| 2    | Norwegen    | 2    | 3      | 1      |
| 3    | Rumänien    | 2    | 1      | 0      |
| 4    | Frankreich  | 0    | 1      | 3      |
| 5    | Dänemark    | 0    | 1      | 1      |
| 6    | Südkorea    | 0    | 1      | 0      |
| 7    | Deutschland | 0    | 0      | 1      |